# Fania All-Stars
Fania All-Stars è stato il più importante gruppo latino di salsa di tutti i tempi, costituitosi (fondato da Johnny Pacheco) nel 1968 e incorporante nelle sue varie incarnazioni molti tra i più grandi musicisti latinoamericani di ogni tempo, tra cui Ray Barretto, Rubén Blades, Willie Colón, Celia Cruz, Cheo Feliciano, Larry Harlow, Hector Lavoe, Eddie Palmieri, Tito Puente, Adalberto Santiago, Roberto Roena, Bobby Valentin, Santos Colon. Era una specie di music farm dei tempi paragonabile alla Motown records americana.
Celebre la documentazione discografica e filmografica Nuestra Cosa: Our Latin Thing.

## Discografia parziale
- 1977 - Rhythm Machine